# 92-es busz (Budapest)
A budapesti 92-es jelzésű autóbusz a Rákosszentmihály vasútállomás és az Auchan Liget között közlekedik. A vonalat a Budapesti Közlekedési Zrt. üzemelteti.

## Története
A jelenlegi 92-es busz 1960. augusztus 20-án indult a Rákosszentmihály, MÁV-állomás – Budapesti út – Sashalom – Mátyásföld – Cinkota, Gyógyszertár útvonalon. 92Y jelzéssel elágazó járat is indult, mely a rákoskeresztúri városközpont felé közlekedett. 1977. január 1-jén a 92Y a 192-es jelzést kapta. 1991. szeptember 1-jén útvonalát meghosszabbították a korábbi 176-os buszok helyett a Kerepestarcsai Kórházig. 2002. december 15-étől betér a csömöri Auchan áruházhoz. 2007. augusztus 20-án a 192-es járat megszűnt, helyette hosszabb útvonalon a 46-os buszok közlekednek. 2015. március 15-én 92A jelzésű betétjárata indult, mely vasárnap, illetve napközben hajnalban közlekedik és nem érinti az Auchan áruházat. 2016. április 17-étől vasárnap újra a 92-es járat közlekedik az Auchan áruház érintésével, de néhány hajnali járat továbbra is 92A jelzéssel jár.

## Útvonala
| Auchan Liget felé |
| Rákosszentmihály vasútállomás vá. – Körvasút sor – Csömöri út – József utca – Batsányi János út – Veres Péter út – Szabadföld út – Vidámvásár utca – Batthyány Ilona utca – Gazdaság út – Szabadföld út – Kistarcsa, Szabadság útja – Semmelweis tér – felüljáró – Auchan bekötőút – Auchan Liget vá. |
| Rákosszentmihály vasútállomás felé |
| Auchan Liget vá. – Auchan bekötőút – felüljáró – Szabadság útja – Budapest, Szabadföld út – Veres Péter út – Batsányi János út – József utca – Csömöri út – Rákosszentmihály vasútállomás vá. |

## Megállóhelyei
Az átszállási kapcsolatok között az eltérő üzemidőben közlekedő 92A járat nincsen feltüntetve.
| 0                                       | Rákosszentmihály vasútállomás végállomás | 29 |                                                             |                                                          |
| 0                                       | Pálya utca                               | 27 | 31, 130, 131, 144, 231                                      |                                                          |
| 1                                       | Rákóczi út (↓) Batthyány utca (↑)        | 26 | 31, 130, 277                                                |                                                          |
| 2                                       | József utca (↓) Csömöri út (↑)           | 25 | 31, 130                                                     |                                                          |
| 3                                       | Szent Korona utca                        | 24 |                                                             |                                                          |
| 4                                       | Rákosi út                                | 23 | 144, 174, 244 419                                           |                                                          |
| 5                                       | Budapesti út                             | 21 |                                                             | XVI. kerületi polgármesteri hivatal                      |
| 6                                       | Sasvár utca                              | 21 |                                                             |                                                          |
| 7                                       | Margit utca                              | 20 |                                                             |                                                          |
| 7                                       | Sashalom H                               | 19 | 44, 45                                                      | HÉV-állomás                                              |
| 9                                       | Fuvallat utca                            | 17 | 44                                                          |                                                          |
| 10                                      | Jókai Mór utca (Rendőrség)               | 17 | 44, 46, 146, 176E, 276E 410, 440, 441                       | XVI. kerületi Rendőrség, Posta, Egészségügyi Szakrendelő |
| 11                                      | Mátyásföld, repülőtér H                  | 16 | 44, 46, 146, 176E, 276E                                     | HÉV-állomás                                              |
| 11                                      | Mátyásföld, Imre utca H                  | 14 | 176E, 276E 410, 440, 441                                    | HÉV-állomás                                              |
| 12                                      | Bökényföldi út                           | 14 | 176E, 276E                                                  |                                                          |
| 12                                      | Csinszka utca                            | 13 |                                                             | HÉV-állomás (Mátyásföld alsó)                            |
| 14                                      | Cinkota H                                | 10 |                                                             | HÉV-állomás                                              |
| 15                                      | Vidámvásár utca                          | 10 | 174, 175 410, 430, 440, 441, 480 1040, 1049, 1077, 1078 P+R |                                                          |
| 16                                      | Georgina utca                            | ∫  | 45, 46, 146 480                                             |                                                          |
| 17                                      | Batthyány Ilona utca                     | ∫  | 45                                                          |                                                          |
| 18                                      | Rózsalevél utca                          | ∫  | 45                                                          |                                                          |
| ∫                                       | Műkő utca                                | 9  |                                                             |                                                          |
| 19                                      | Ilonatelep H                             | 7  | 45                                                          | HÉV-állomás                                              |
| 21                                      | Cinkotai köztemető                       | 5  |                                                             | Cinkotai köztemető                                       |
| 22                                      | Raktárak                                 | 3  |                                                             |                                                          |
| Budapest–Kistarcsa közigazgatási határa |                                          |    |                                                             |                                                          |
| 23                                      | Kistarcsa, kórház H                      | ∫  | 410, 430, 440, 441, 448, 449, 504                           | HÉV-állomás, Flór Ferenc Kórház                          |
| Kistarcsa–Csömör közigazgatási határa   |                                          |    |                                                             |                                                          |
| 26                                      | Auchan Liget                             | ∫  | 449                                                         | Auchan Liget                                             |
| 26                                      | Auchan Liget végállomás                  | 0  | 449                                                         | Auchan Liget                                             |